# Şerbăuţi
Şerbăuţi é uma comuna romena localizada no distrito de Suceava, na região de Bucovina. A comuna possui uma área de 24.00 km² e sua população era de 3273 habitantes segundo o censo de 2007.